# シチズンプラザ
シチズンプラザは、かつて東京の高田馬場にあった、スケートリンクやボウリング場、テニスコートなどからなる複合レジャー・スポーツ施設である。シチズン時計の子会社のシチズンプラザ株式会社により運営されていた。

## 歴史
運営会社であるシチズンプラザ株式会社は、1971年（昭和46年）12月21日にシチズン時計の100％出資で設立。シチズン時計創業地に、1972年にボウリング場、1975年にはアイススケートリンクをオープンさせた。敷地内には「シチズン時計発祥の地」の碑も建てられている。
2015年に、シチズン時計はシチズンプラザの敷地を三井不動産に売却。三井不動産から土地を賃借したうえで、シチズンプラザの営業を継続した。建物の老朽化と経営難から、2020年2月に、1年後の2021年1月末をもって閉館する旨を発表した。建物は、2021年3月22日から解体される予定である。

## 施設
A館・B館の2館体制で、3階の連絡通路でつながっていた。1階はアイススケートリンク、2階にはボウリング場、屋上には4面のテニスコートとオートテニスの設備があった。アイススケート場は60m×30mのサイズで、ホッケーリンクとしての規格を満たしており、アイスホッケーの大会も開かれた。フィギュアスケート、アイスホッケー、スピードスケートの練習拠点として、学生スポーツの大学生やシチズンクラブ生約350人がほぼ毎日利用、スケート教室の生徒約600人も定期的に利用していた。本施設の他に東京都内の通年利用可能なスケートリンクは新宿区の明治神宮外苑アイススケート場、東大和市の東大和スケートセンター、西東京市のダイドードリンコアイスアリーナの3ヶ所しかなく、すでに多くの利用者があり空き時間を確保するのは困難な状況にある。新設される三井不動産アイスパーク船橋も片道1時間以上の遠方にあることから多くの選手が練習に困難をきたすことが懸念されている。東京辰巳国際水泳場にスケートリンクを整備する計画があるが、2020年東京オリンピック延期の影響で見通しが立っていない。
「高田馬場スケートリンクの存続を願う会」では、シチズンプラザ跡地の再開発施設にスケートリンクの導入を求めた署名運動を行い、手書き・ネット署名合わせて7,203筆の署名を集めた。
シチズンプラザを拠点としていた「高田馬場アトムズ・アイスホッケークラブ」は閉鎖を機に三井不動産アイスパーク船橋へとホームリンクを移した。2025年4月には高田馬場および鉄腕アトムに由来していたチーム名を「東京ベイ アイスドラゴンズ」に変更している
。